# 尤迪特·蔡德勒
尤迪特·蔡德勒（德語：Judith Zeidler，1968年5月11日—），德国女子赛艇运动员。她曾代表东德、德国参加1988年和1992年夏季奥林匹克运动会赛艇比赛，获得一枚金牌和一枚铜牌。